# Mychajlo Schuk
Mychajlo Iwanowytsch Schuk (ukrainisch Михайло Іванович Жук  * 2. Oktober 1883 in Kachowka; † 7. Juni 1964 in Odessa) war ein ukrainischer Maler der Moderne, Grafiker, Keramiker, Dichter, Prosaiker, Dramatiker, Literaturkritiker, Memoirenschreiber und Pädagoge.

## Leben und Wirken

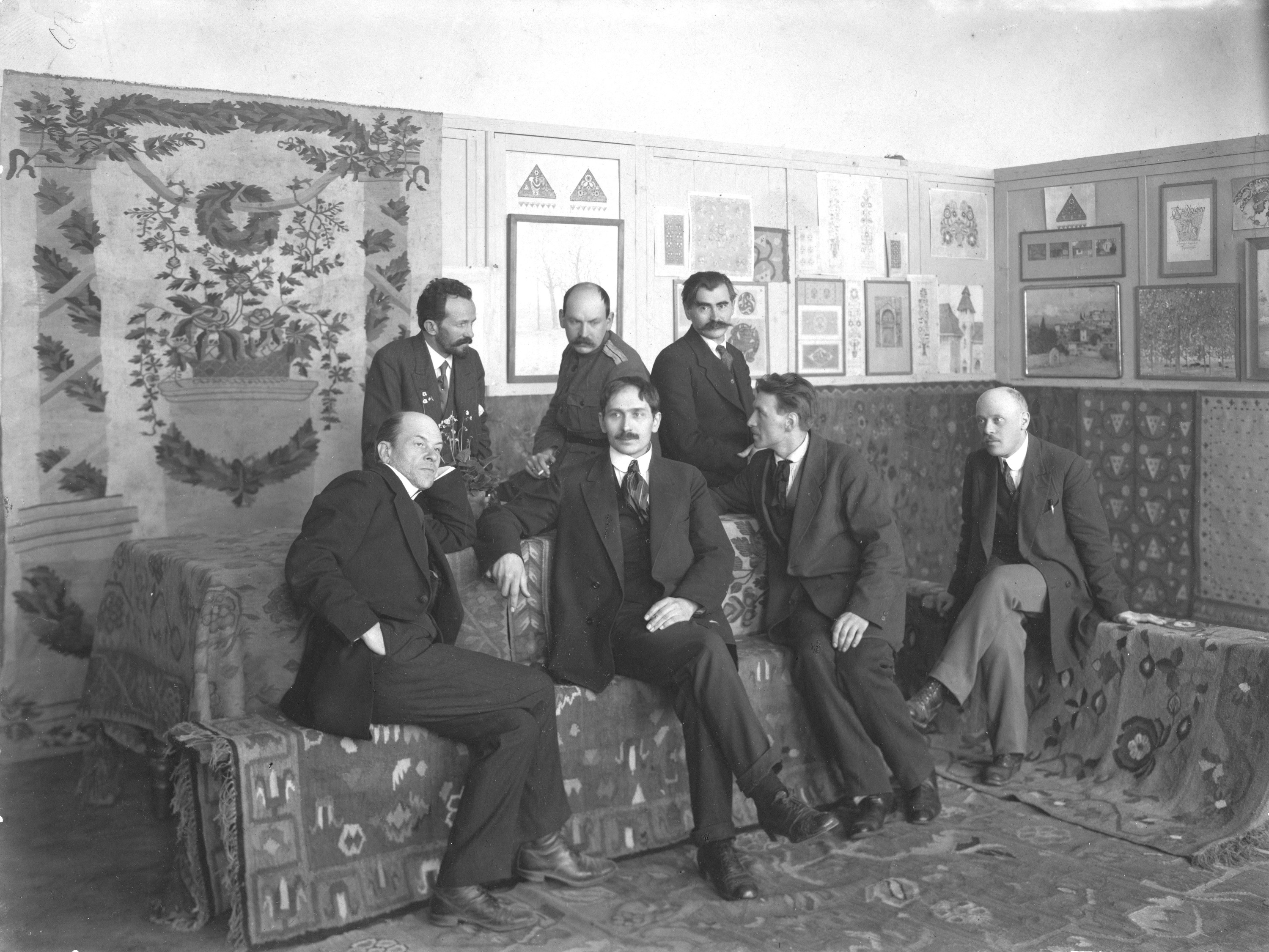
Gründer der Ukrainischen Staatlichen Akademie der Künste, 1917: sitzend: Mykola Buratschek, Fedir Krytschewskyj, Mychajlo Bojtschuk, Mychajlo Schuk, stehend: Oleksandr Muraschko, Heorhij Narbut, Wassyl Krytschewskyj.

Mychajlo Schuk wurde 1883 in einer Arbeiterfamilie in Kachowka geboren. Im Alter von neun Jahren erhielt er seinen ersten Malunterricht. 1896 zog seine Familie nach Kiew, wo er die Zeichenschule von Mykola Muraschko besuchte. Dort wurde er von renommierten Künstlern wie Mykola Pymonenko, Oleksandr Muraschko, Chariton Platonow und Mykola Ge unterrichtet. Nach dem Abschluss setzte er sein Studium in Moskau fort. Während dieser Zeit wurde sein Vater, Iwan Schuk, wegen der Gründung einer revolutionären Untergrundgruppe verhaftet und nach Sibirien verbannt. Mychajlo Schuk verließ Russland und wechselte an die Krakauer Akademie der Bildenden Künste, Fakultät für Monumental- und Dekorationsmalerei. Unter seinen Lehrern waren prominente lokale Künstler und Vertreter des Jungen Polen: Stanisław Wyspiański, Józef Mehoffer und Jan Stanisławski. Während seines Studiums nahm Schuk aktiv an verschiedenen Ausstellungen teil und versuchte sich gleichzeitig als Schriftsteller. In Krakau befreundete er sich mit Bohdan Lepkyj, und bei Aufenthalten in Lwiw mit Iwan Franko, Wassyl Stefanyk und der Familie Hruschewskyj. 1904 erschien in Lwiw der Band 300 beste ukrainische Lieder mit der Gestaltung von Mychajlo Schuk, in dem der Künstler die Traditionen der europäischen Grafik mit der ukrainischen Volksmalerei vereinte.
Mychajlo Schuk graduierte 1904 an der Krakauer Akademie mit einer Silbermedaille und einem Geldpreis. Er nutzte die Summe, um die Freilassung seines Vaters zu ermöglichen. Iwan Schuk durfte in die Ukraine zurückkehren und in Tschernihiw unter Polizeibewachung leben.
Die erste Einzelausstellung von Mychajlo Schuk fand 1904 mit Unterstützung von Mykola Biljaschiwskyj im Kiewer Städtischen Museum (dem heutigen Nationalen Kunstmuseum der Ukraine) statt. Im Frühjahr 1905 nahm der Künstler an der Ausstellung ukrainischer Künstler teil, die von Iwan Trusch in Lwiw organisiert wurde.
1905 erhielt Mychajlo Schuk in Tschernihiw eine Stelle als Zeichenlehrer am Frauengymnasium und am Theologischen Seminar. Kurz nach seiner Ankunft in Tschernihiw freundete sich Mychajlo Schuk mit Mychajlo Kozjubynskyj an. In Kozjubynskyjs Haus kamen Schriftsteller und Künstler an „Literarischen Samstagen“ zusammen, darunter Borys Hrintschenko, Mykola Woronyj, Wolodymyr Samijlenko, Mykola Tschernjawskyj, Mykola Lyssenko, Pawlo Tytschyna, Wassyl Ellan-Blakytnyj und Arkadij Kaska.
Als Schriftsteller debütierte Mychajlo Schuk mit der Erzählung Mir wurde gesagt: noch jung! in dem Literarisch-wissenschaftlicher Herold von 1906.
1911 heiratete der Künstler in Tschernihiw, dort kamen auch seine beiden Söhne zur Welt.
Vom 10. Dezember 1911 bis zum 10. Januar 1912 fand in Kiew die Erste ukrainische Kunstausstellung statt, die ein eigenständiges Phänomen der ukrainischen Kunst im Russischen Reich darstellen sollte. Mychajlo Schuk nahm an dieser Ausstellung neben Serhij Wassylkiwskyj, Iwan Jischakewytsch, Bruder Krytschewskyj, Olena Kultschyzka, Iwan Trusch, Oleksa Nowakiwskyj und Petro Cholodnyj teil.
Zu seinen Schülern gehörte der spätere Politiker und Dichter Pawlo Tytschyna, mit dem ihn viele Jahre lang eine Freundschaft verband. In Schuks Gemälde Weiß und Schwarz (1912–14) erscheint Tytschyna als dunkler Engel mit einer Flöte, begleitet von einem jungen Mädchen mit weißen Flügeln, das ihm lauschend gegenübersteht. Das dreiteilige Wandbild verbindet symbolische Elemente, florale Motive und die dekorative Ästhetik der Secession.
Mychajlo Schuk gestaltete das Cover der ersten Ausgabe von Kozjubynskyjs Roman Schatten vergessener Ahnen, der 1913 veröffentlicht wurde.
Die Gründung der Ukrainischen Kunstakademie in Kiew am 18. Dezember 1917 war Teil der Kulturpolitik der neu gegründeten Ukrainischen Volksrepublik, die auf die Entwicklung nationaler kultureller und intellektueller Traditionen ausgerichtet war. Zusammen mit Oleksandr Murashko, Mychajlo Bojtschuk, Heorhij Narbut, Fedir und Wassyl Krytschewskyj, Mykola Buratschek und Abram Manewitsch war Mychajlo Schuk einer der Gründungsprofessoren der Akademie.
1918 gehörte er der literarischen Organisation der Symbolisten an, die die Zeitschrift Musahet (1919) herausgab.
Nach der Regierungsübernahme durch die Bolschewiki war Schuk gezwungen, nach Tschernihiw zurückzukehren.
Mychajlo Schuk war Zeitzeuge der „hingerichteten Wiedergeburt“ und schaffte es, Porträts der damaligen „Volksfeinde“ jener Zeit zu fertigen und zu bewahren, darunter Mykola Serow, Les Kurbas, Mykola Chwylowyj, Wolodymyr Jaroschenko, Mykola und Marko Woronyj, Dmytro Tas, Dmytro Sahul und Wassyl Tschumak.
1925 wurde Schuk nach Odessa eingeladen, wo er Professor an der Fakultät für Grafik wurde. Im Jahr 1928 initiierte Mychajlo Schuk die Eröffnung der Majolika-Abteilung, aus der schließlich die Fakultät für Keramik hervorging.
Im Winter 1931 wurde Schuk von sowjetischen Behörden verhaftet und aus seinem Amt entlassen. Er verbrachte sechs Monate im Gefängnis. Nach seiner Freilassung durfte er zwar seine Professur wieder aufnehmen, doch die Repressionen beeinflussten sein künstlerisches Schaffen nachhaltig.
In 1937 bekam Mychajlo Schuk die Stelle des künstlerischen Leiters der Porzellanmanufakturen in der Nähe von Moskau. Ende der 30er Jahre kehrte Schuk nach Odessa zurück. Während der deutschen Besatzungszeit lebte er mit seiner Familie in Odessa und arbeitete als Gutachter in einem Antiquitätengeschäft.
In seinen letzten Lebensjahren widmete sich der Künstler der literarischen Tätigkeit, schrieb Memoiren und Gedichte. Mychajlo hinterließ seine Erinnerungen über Lessja Ukrajinka, Iwan Franko, Iwan Netschuj-Lewyzkyj, Mykola Lyssenko und Mychajlo Kozjubynskyj.
Mychajlo Schuk starb im Alter von 81 Jahren und wurde auf dem Zweiten Christlichen Friedhof in Odessa beigesetzt.

## Werke (Auswahl)

### Kunstwerke
- Яр на околиці Чернігова / Schlucht am Rande von Tschernihiw (1895)
- Пейзаж з озером / Landschaft mit See (1899)
- Дівчина у кріслі / Mädchen im Sessel (1902)
- Гуцул / Huzul (1902)
- Жіночий портрет / Frauenporträt (1903)
- Дівчина в польському костюмі / Mädchen in polnischer Tracht (1903)
- Жоржини / Dahlien (1907)
- Портрет батька / Porträt meines Vaters (1908)
- Гвоздика / Nelke (1908)
- Каштан / Kastanie (1908)
- Лілеї / Lilien (1908)
- Біле та чорне / Weiß und schwarz (1912–1914)
- Казка / Märchen (1914)
- Син / Sohn (1915)
- Хризантеми / Chrysanthemen (1919)
- Автопортрет / Selbstporträt (1928, 1932, 1940er)
- Тюльпани / Tulpen (1928)
- Чорнобривці / Tagetes (1929)
- Квіти / Blumen (1929)

Porträts von Persönlichkeiten der ukrainischen Literatur und Kunst:
| - Mykola Biljaschiwskyj (1903) - Bohdan Lepkyj (1903) - Mychajlo Kozjubynskyj (1907, 1909, 1929) - Les Kurbas (1918, 1919) - Mykola Lyssenko (1919) - Pawlo Tytschyna (1919) - Oleksa Slisarenko (1919) - Dmytro Sahul (1919) - Jurij Meschenko (1919) - Dmytro Tas (1919) - Gregorius Skoworoda (1920, 1925) - Lessja Ukrajinka (1920) | - Mykola Chwylowyj (1925) - Wolodymyr Sosjura (1925) - Mykola Zerow (1925) - Iwan Netschuj-Lewyzkyj (1925) - Pantelejmon Kulisch (1925) - Olimpia Dobrovolska (1925) - Marko Wowtschok (1925) - Iwan Franko (1925, 1927) - Natalija Uschwij (1926) - Wolodymyr Wynnytschenko (1928) - Mykola Baschan (1929) | - Wassyl Ellan-Blakytnyj (1929) - Taras Schewtschenko (1931) - Oleksa Nowakiwskyj (1932) - Fedir Krytschewskyj (1932) - Heorhij Narbut (1932) - Wiktor Palmow (1932) - Mykola Buratschek (1932) - Mychajlo Bojtschuk (1932) - Mykola Pymonenko (1932) - Mykola Ge (1932) - Marko Woronyj (1930–1932) |

### Literarisches Werk

#### Prosa
- Мені казали: ще молодий! / Mir wurde gesagt: noch jung! (1906)
- Дора / Dora (1907)

#### Lyrik
- Захмарилось небо / Der Himmel ist bewölkt (1908)

- Співи Землі / Lieder der Erde (1912)
- Вінок сонетів / Sonettenkranz  (1918)

#### Theaterstücke
- Легенда / Legend (1920)
- Плебейка / Plebejer

#### Märchen für Kinder und Kurzgeschichten
- Ох / Och (1908, Tschernihiw)
- Казки / Märchen (1920, Tschernihiw)
- Дрімайлики / Träumer (1923, Tschernihiw)
- Прийшла зима / Der Winter ist gekommen (1927, Charkiw)
- Годинник: Сценка-забава / Uhr: Eine Skizze zum Spaß (1928, Charkiw)

#### Übersetzungen
- Alexander Blok: Die Rose und das Kreuz (aus dem Russischen)
- Oscar Wilde: Eine florentinische Tragödie (aus dem Englischen)
- Juliusz Słowacki: Balladyna (aus dem Polnischen)
- Leonid Andrejew: König Hunger (aus dem Russischen)
- Edmond Rostand: Cyrano de Bergerac (aus dem Französischen)